# Boardman (Ohio)
Boardman is een plaats (census-designated place) in de Amerikaanse staat Ohio, en valt bestuurlijk gezien onder Mahoning County.

## Demografie
Bij de volkstelling in 2000 werd het aantal inwoners vastgesteld op 37.215.

## Geografie
Volgens het United States Census Bureau beslaat de plaats een oppervlakte van
41,6 km², waarvan 41,3 km² land en 0,3 km² water.

## Plaatsen in de nabije omgeving
De onderstaande figuur toont nabijgelegen plaatsen in een straal van 8 km rond Boardman.